# Doc Phatt

Doc Phatt (2012)

Doc Phatt war ein deutsches DJ- und Produzententeam im Bereich Electro und House. Die Mitglieder waren Patrick Reimann (DJ Nuff!) (* 1977 in Breskens) und Michael Holzäpfel (* 1971 in Dortmund). Das Team gründete sich Ende der 1990er Jahre. Neben einem eigenen Label namens Phattucini Records veröffentlichten sie auch bei anderen Plattenfirmen, darunter DJ Antoines Label Houseworks. Größere Auftritte hatten sie in Russland, Ukraine, Polen, auf Ibiza und Mallorca und den Loveparades im Ruhrgebiet. Von 2006 bis 2012 gehörten sie zu den Resident DJs der Diskothek Prater in Bochum.
Doc Phatt veröffentlichten auch unter dem Namen Twin Pack und Phattucini Bros.